# David Charvet
David Franck Charvet (Lione, 15 maggio 1972) è un attore e cantante francese.

## Biografia
Suo padre, Paul Guez, era un uomo d'affari tunisino (di religione ebraica), mentre sua madre, Christiane Charvet era francese.
Charvet ha trascorso un'infanzia non molto facile: i suoi genitori hanno divorziato quando aveva solo due anni. Fino all'età di nove David ha vissuto in Francia con la madre e 6 fratellastri per poi raggiungere il padre negli USA. Si è fatto conoscere come modello (è alto 1,82 cm). Tra il 1992 e il 1995 ha svolto il ruolo di Matt Brody nella terza, quarta, quinta e in alcuni episodi della sesta stagione (precisamente negli episodi 9, 16, 19 e 20) nel telefilm Baywatch (in questo periodo si dice che abbia avuto un flirt con Pamela Anderson) e nel 1996-1997 quello di Craig Field in Melrose Place, altro telefilm epocale.
Il suo ultimo telefilm The Perfect Teacher (del 2010, dove ha interpretato Jim Wilkes), diffuso per la prima volta il 12 settembre negli USA, ha incontrato un bel successo internazionale dal Canada all'Asia passando per la  Spagna (sotto il titolo Falsa Inocencia) e la Francia (Une élève trop parfaite).
Nel 1997, a 25 anni, ha esordito in Francia come cantante incidendo un primo singolo, Should I Leave, scritto con Félix Gray e contenuto nell'album David Charvet, seguito dal secondo singolo Regarde-toi. Dal suo secondo album Leap of faith (aprile 2002) verranno lanciati i brani in francese Jusqu'au bout , Apprendre à aimer e Entre ciel et terre. Il suo terzo album, Se laisser quelque chose , uscito nell'ottobre 2004, è stato registrato a Londra col produttore di Robbie Williams, Steve Power. Charvet si è poi spostato a Los Angeles per preparare l'uscita del suo quarto album, So we meet again previsto per l'autunno 2006, ma poi posticipato ad un'altra data. Da esso è stato estratto il singolo Sometimes it rains il 3 luglio 2006.
Il 9 aprile 2010 è uscito un singolo intitolato I swim with the birds.

## Vita privata
Dal 2011 al 2020 è stato sposato con Brooke Burke: la coppia ha divorziato dopo una battaglia legale durata due anni per l'affidamento dei figli Heaven e Sylvia, allevati nella fede ebraica.

## Filmografia parziale
- Baywatch – serie TV, 70 episodi (1992-1996)
- Seduzione e vendetta (Seduced and Betrayed), regia di Félix Enríquez Alcalá – film TV (1995)
- Melrose Place – serie TV, 46 episodi (1996-1998)

### Doppiatori italiani
- Massimiliano Manfredi in Baywatch
- Francesco Bulckaen in Melrose Place

## Discografia

### Album
- David Charvet (1997)
- Leap of Faith (2002)
- Se laisser quelque chose (2004)

### Singoli
- "Should I Leave" (1997)
- "Regarde-toi" (1997)
- "Je te trouverai quand même" (1999) poi ritirato dal mercato
- "Leap of Faith" (2002)
- "Teach Me How to Love" (2002)
- "Take You There" (2003)
- "Je te dédie" (2004)
- "Sometimes It Rains" (2006)
- "I Swim with the Birds" (2010)